# Conicochernes crassus
Conicochernes crassus är en spindeldjursart som beskrevs av Beier 1954. Conicochernes crassus ingår i släktet Conicochernes och familjen blindklokrypare. Inga underarter finns listade i Catalogue of Life.